# Тед К. Унабомбер
«Тед К. Унабомбер» (англ. Ted K) — американская криминально-биографическая драма 2021 года режиссёра Тони Стоуна с Шарлто Копли в роли антитехнологичного радикалиста Теда Качинского, также известного как Унабомбер.
Премьера фильма состоялась на 71-м Берлинском международном кинофестивале 1 марта 2021 года, а 18 февраля 2022 года он был выпущен в Соединённых Штатах компанией Neon 's Super Ltd. Фильм получил в целом положительные отзывы от критиков, с похвалой в адрес режиссуры Стоуна и игры Копли.

## Сюжет
С 1971 года математический вундеркинд Тед Качинский жил примитивной жизнью в отдалённой хижине недалеко от Линкольна, штат Монтана. Он добывает себе пищу охотой и живёт без электричества и водопровода. Он твёрдо убеждён, что стремительно развивающиеся технологии разрушают планету.
Качинский становится свидетелем уничтожения дикой природы, окружающей его хижину, и приходит к выводу, что жить в современном мире без сопротивления невозможно. Он идёт в библиотеку, где находит адрес Перси Вуда, президента United Airlines. По мнению Теда, самолёты уничтожают окружающую среду. Он также повреждает снегоход соседа, обрывает линию электропередачи и уничтожает расположенное поблизости строительное оборудование.
Тед рассылает бомбы важным людям, которые, по его мнению, наносят вред обществу. В дело вступает Федеральное бюро расследований (ФБР), когда бомба тяжело ранит Вуда в его доме. Качинский меняет свою внешность, сбривая бороду и сломав нос. Владелец компьютерного магазина Хью Скруттон первым погибает от одной из его бомб.
Восемнадцать месяцев спустя Качинский отчаянно нуждается в деньгах. Он пишет манифест из 35 000 слов и использует местоимение «мы», когда сообщает в местные газеты о взрывах. В стране его начинают называть «Унабомбер». Он отправляет письма в New York Times и Washington Post, обещая прекратить террористические акты, если они опубликуют его манифест. The Washington Post соглашается с его требованиями, обнародовав материал 19 сентября 1995 года.
Брат Теда Дэвид предполагает, что стиль манифеста в прозе принадлежит Теду, и сообщает о своих подозрениях. ФБР арестовывает Качинского в 1996 году. Он приговорен к пожизненному заключению в тюрьме строгого режима во Флоренции, штат Колорадо, за убийство трех человек и ранение двадцати трёх других. В эпилоге розыск Теда Качинского признается крупнейшим в истории ФБР.

## В ролях
- Шарлто Копли — Тед Качинский
- Дрю Пауэлл — Том
- Боб Дженнингс — Картер
- Кристиан Кэллоуэй — Джимми
- Тамус Раундс — Томми
- Кейт Скотт — жена Тома
- Дэвид Уорд — Стив
- Луиз Кейстер — Анна
- Эндрю Сенн — Мик
- Меган Фолсом — миссис Хилл
- Эмбер Роуз Мэйсон — Бекки

## Критика
На сайте-агрегаторе обзоров Rotten Tomatoes 85 % из 40 рецензий критиков являются положительными со средней оценкой 6,5/10. Консенсус веб-сайта гласит, что достоинства фильма могут быть спорными, но высокий уровень игры Копли не вызывает сомнений. Metacritic оценил фильм на 70 баллов из 100 на основе 13 рецензий критиков, что указывает на «в целом положительные отзывы».
Питер Брэдшоу поставил фильму 4 балла из 5, резюмируя: «Это захватывающее, похожее на сон воспоминание о мучительной, несчастной жизни этого человека, чьи мимолетные успехи не приносят ему никакого удовольствия». Валерий Кичин отмечает почти оправдательное отношение Стоуна к главному герою. По его мнению, похвалы заслуживают игра Копли и операторская работа Нэйтана Корбина Кристи Лемир из RogerEbert.com высоко оценила игру Копли, режиссуру Тони Стоуна и звуковой дизайн, но критически отнеслась к использованию фэнтезийных эпизодов, которые, по её мнению, были ненужными.

## Награды и номинации
| Премия                                        | Дата                       | Категория                                  | Номинант   | Итог      | Прим. |
| --------------------------------------------- | -------------------------- | ------------------------------------------ | ---------- | --------- | ----- |
| Camerimage                                    | 20 ноября 2021             | Лучший режиссёрский дебют                  | Тони Стоун | Номинация | [ 6 ] |
| Fantasy Filmfest                              | 17 октября — 7 ноября 2021 | Лучший художественный полнометражный фильм | Тони Стоун | Номинация | [ 7 ] |
| 32-й Международный кинофестиваль в Стокгольме | ноябрь 2021                | Лучший фильм                               | Тони Стоун | Номинация | [ 8 ] |